# تاريخ جرينلاند

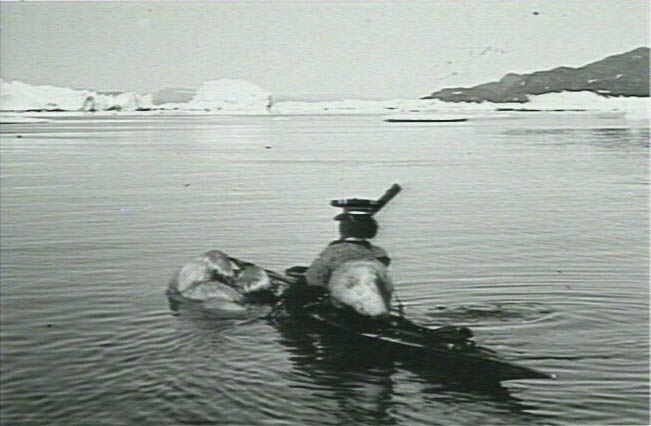
دائماً ما كان الصيد واصطياد الحيتان طرق مهمة لكسب العيش في جرينلاند. أحد الحيوانات التي توجد هنا هو الدب القطبي والذي يوجد على شعار النبالة للعائلة المالكة الدينماركية.

تاريخ جرينلاند هو تاريخ حياة تحت ظروف قاسية للمنطقة القطبية الشمالية: حالياً، يكسو غطاء جليدي نحو 80% من الجزيرة، مما يقيد النشاط البشري بشكل كبير حتى السواحل.
يُعتقد أن أوائل البشر الذين وصلوا إلى جرينلاند كانوا في حوالي 2500 ق م. ولكنهم لقوا حتفهم على ما يبدو وخلفتهم عدة مجموعات أخرى هاجرت من أمريكا الشمالية. لا يوجد أي دليل على أن جرينلاند كانت معروفة لدى الأوروبيين حتى القرن العاشر الميلادي، وعندما استفر الفايكنغ الأيسلنديون على الساحل الجنوبي الغربي للقارة، الذي يبدو أنه قد تم استيطانه عندما وصلت أسلاف الاسكيمو الجرينلانديين الذين يعيشون هناك اليوم حيث يبدو أنهم قد هاجروا هناك في وقت لاحق، حوالي 1200 م، من شمال غرب جرينلاند. في حين صمد الإسكيمو للعيش في العالم الجليدي في العصر الجليدي الصغير، وفي وقت مبكر اختفت المستوطنات الإسكندنافية على طول الساحل الجنوبي الغربي الذين لم يتركوا أي أثر، وترك الإسكيمو الذين عانوا لكونهم السكان الوحيدون على الجزيرة لعدة قرون. خلال هذا الوقت، كانت الدنمارك-النرويج، على ما يبدو يعتقدون أن المستوطنات الإسكندنافية قد نجت، وواصلت المطالبة بالسيادة على الجزيرة على الرغم من عدم وجود أي اتصال بين جرينلاند نورس وإخوانهم الاسكندنافيين. في 1721، وكانوا يطمحون إلى أن يصبحوا قوة استعمارية، أرسلت الدنمارك والنرويج بعثات تبشيرية إلى جرينلاند بهدف معلن هو إعادة المسيحية بين نسل جرينلاند النورسيين الذين عادوا إلى الوثنية. وعندما لم يجد المبشرون أي من نسل الجرينلاند النرويجيين، فقد عمدوا إلى نشر المسيحية بين الجرينلانديين الإسكيمو الذين وجدوهم يعيشون هناك بدلا من أولئكم. ثم وضعت الدنمارك والنرويج المستعمرات التجارية على طول الساحل وفرضوا احتكار التجارة والامتيازات الاستعمارية الأخرى في المنطقة.
خلال الحرب العالمية الثانية، عندما غزت ألمانيا الدنمارك، أصبح الجرينلانديون أقل ارتباطاً من الناحيتين الاقتصادية والاجتماعية مع الدنمارك وأكثر ارتباطاً بالولايات المتحدة وكندا. بعد الحرب، استردت الدنمارك السيطرة على جرينلاند وفي عام 1953، تم تحويله وضعها من مستعمرة إلى كيان إداري (مقاطعة). على الرغم من أن جرينلاند لا تزال جزء من مملكة الدنمارك، فقد تمتعت بالحكم الذاتي منذ عام 1979. في عام 1985، أصبحت الجزيرة الإقليم الوحيد الذي يترك الاتحاد الأوروبي والذي انضمت إليه كجزء من الدنمارك عام 1973، وطالما كانت جزر فارو خارج الاتحاد الأوربي.

## ثقافات باليو الإسكيمو في وقت مبكر

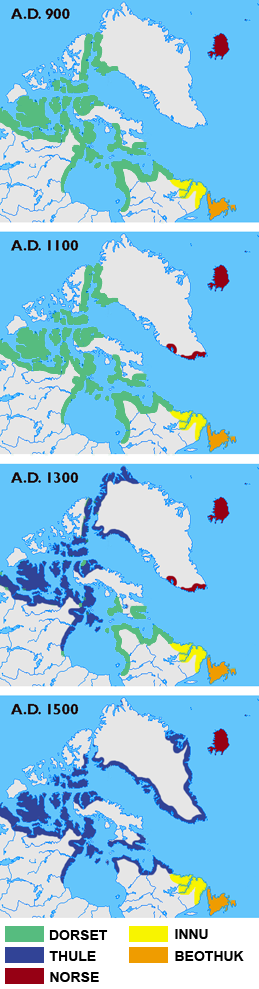
الثقافات في القطب الشمالي في جرينلاند وحولها، 900-1500

في حقبة ما قبل التاريخ جرينلاند هي قصة موجات متكررة من هجرة باليو الإسكيمو من الجزر شمال أمريكا الشمالية البر الرئيسى. (ويعتقد أن شعوب تلك الجزر قد نزحوا، في المقابل، من سكان سيبيريا الذين هاجروا إلى كندا قبل آلاف السنين.) وبسبب بعد جرينلاند والمناخ القاسى، كان البقاء على قيد الحياة هناك من الصعوبة بمكان. وعلى مدى قرون، نجحت الثقافات في الإحلال محل بعضها البعض كما إنقرضت مجموعة وحلت محلها مجموعات من المهاجرين الجدد.وكانت آثار الحضارات يمكن أن تعطي فقط التواريخ التقريبية للثقافات التي ازدهرت قبل بعثات الإستكشاف النرويجية لجرينلاند في القرن العاشر.
أقرب الثقافات المعروفة في جرينلاند هي ثقافة ساكاك (2500-800 قبل الميلاد) وثقافة ساكاك كانت ثقافة مواقع العديد من الاكتشافات الأثرية) ثقافة باليو الإسكيمو في جرينلاند (Saqqaq،  واستقلال في شمال جرينلاند (2400-1300 قبل الميلاد). ويعتقد أن ممارسي هاتين الثقافتين قد إنجدرا من مجموعات منفصلة التي جاءت إلى جرينلاند من شمال كندا. حوالي 800 قبل الميلاد، ظهرت ما يسمى بثقافة الاستقلال الثاني في المنطقة حيث ان ثقافة الاستقلال الأول كانت موجودة سابقا. كان يعتقد في البداية أن الاستقلال الثاني خلفه ثقافة دورست (700 قبل الميلاد - 200 ميلادية)، ولكن بعض القطع الأثرية التي يعود تاريخها إلى الاستقلال الثاني إلى وقت قريب في القرن الأول قبل الميلاد. وتشير الدراسات الحديثة أنه في جرينلاند على الأقل، فإن ثقافة دورست قد تكون مفهومة بشكل أفضل كإستمرار لثقافة الاستقلال الثاني؛ وبناء على ذلك تم استخدام الثقافتين باسم «دورست جرينلاند». تم العثور على القطع الأثرية المرتبطة بثقافة دورست المبكرة في جرينلاند شمالا حتى منطقة غير ثلجية في جرينلاند على الساحل الغربي ومنطقة خليج حمامة على الساحل الشرقي.

## مستوطنة نورس
أصبح الأوروبيون على علم بوجود جرينلاند، وربما في أوائل القرن العاشر، عندما، أبحرت بعثة غنبجرن يلفوسون من النرويج إلى أيسلندا، ولكن تم نسفها وإقصاؤها عن مسارها بسبب عاصفة، وحدث أن ظهرت بعض جزر قبالة جرينلاند. خلال 980s، المستكشفين بقيادة إريك الأحمر المرسل من قبل أيسلندا وصلت إلى الساحل الجنوبي الغربي لجرينلاند، وجدت المنطقة غير مأهولة بالسكان، واستقر هناك.رجل يدعى إيريك أطلق عليها اسم جزيرة جرينلاند ( Grænland  في لغة نوردية قديمة والحديثة الآيسلندية،  Grønland  في اللغة الدانماركية الحديثة والنرويجية) في الواقع كجهاز التسويق. كل من  كتاب الايسلنديين  ( كتاب الايسلنديين  مراجع القرون الوسطى تاريخ الايسلندي من القرن الثاتى عشر فصاعدا) و القصة من إريك الأحمر ' ( ملحمة روضة ساجا، وهو تدوين من القرون الوسطى عن حياته والمستوطنات الإسكندنافية في دولة جرينلاند) سماها أرض جرينلاند قائلا أن الناس سوف تكون حريصة على الذهاب إلى هناك إذا كان اسمها جيدا.
وفقا للملاحم، فقد نفي إريك الأحمر من ايسلندا لمدة ثلاث سنوات لارتكابه بعض جرائم القتل. أبحر إلى جرينلاند، حيث استكشف الساحل وادعى بعض المناطق باعتبارها ملكا له. ثم عاد إلى أيسلندا لإقناع الناس للانضمام إليه في إقامة المستوطنات في جرينلاند. وتقول الملاحم الايسلندية أن 25 سفينة غادرت أيسلندا مع إريك الأحمر في 985، وأنه ليس هناك سوى 14 منهم وصلوا بأمان إلى جرينلاند. وقد تم تأكيد هذا التاريخ تقريبا بواسطة الكربون المشع من بعض بقايا في أول مستوطنة في براتاهليد (الآن قاسيارسوك)، والتي ترجع إلى تاريخ حوالي 1000. ووفقا للملاحم، كان أيضا في عام 1000 أن ابن إريك، ليف إريكسون، ترك المستوطنة لاستكشاف المناطق المحيطة بفينلاند فينلاند أو فينلاند (الإسكندنافية القديمة فينلاند) هي مساحة في أمريكا الشمالية الساحلية ونيوفاوندلاند استكشفت من قبل نورس الفايكنج، التي يفترض عموما أنها تقع في ما يعرف الآن جزيرة نيوفاوندلاند.شماليون
استقر النرويجيون في ثلاثة مواقع منفصلة: أكبر مستوطنة شرقية، وأصغر مستوطنة غربية، والتي لا تزال أصغر مستوطنة وسطى (غالبا ما تعتبر جزءا من المستوطنة الشرقية). ويقدر عدد سكان المستوطنات في أوجها كان بين 2000 و 10000 شخص مع أكثر التقديرات الأخيرة  تميل نحو هذا الرقم الأقل. وقد تم تحديد أنقاض ما يقرب من 620 مزرعة: 500 في مستوطنة شرقية، و 95 في مستوطنة غربية، و 20 في الوسط. المستوطنات التي تقوم على التجارة مثل تجارة العاج من الفظ ناب مع أوروبا، فضلا عن تصدير الحبال، والأغنام، والأختام، والصوف، والماشية يخفي وفقا لمصادر القرن الثالث عشر. اعتمدوا على أيسلندا والنرويج لأدوات الحديد والخشب (خاصة لبناء القوارب، على الرغم من أنهم أيضا قد حصلوا على بعض الأخشاب من لبرادور) الساحلية المواد الغذائية التكميلية والدينية والاجتماعية. سافرت السفن التجارية من أيسلندا والنرويج إلى جرينلاند كل عام، أحيانا في جرينلاند. ابتداء من أواخر القرن ال13، وطلب من جميع السفن من جرينلاند بموجب القانون الإبحار مباشرة إلى النرويج.في 1126، أبرشية تأسست لفي Garðar (الآن Igaliku). وكانت خاضعة للأبرشية النرويجية نيداروس (الآن تروندهايم)؛ ومن المعروف أنه يوجد ما لا يقل عن خمس كنائس في البقايا الأثرية في جرينلاند النرويجية من قبل 1261، وتخضع سيطرتها ل ملك النرويج وكذلك، على الرغم من أنه لا يزال لديه القانون الخاص به. في عام 1380 دخلت المملكة النرويجية في اتحاد شخصي مع مملكة الدنمارك. وبعد فترة ازدهار في البداية، رفضت المستوطنات الإسكندنافية في القرن الرابع عشر. تم التخلي عن المستوطنات الغربية في جميع أنحاء 1350. وفي 1378، لم يعد هناك أحد أسقف في Garðar. بعد 1408، عندما تم تسجيل الزواج، تذكر ليس هناك الكثير من السجلات المكتوبة لدى المستوطنين. هناك مراسلات بين البابا وأسقف برتولد غارد من نفس العام. يبدو أن رسامي الخرائط الدانبمركيين من أمثال كلوديوس كلافيوس قد زار جرينلاند عام 1420 نقلا عن وثائق مكتوبة من قبل نيكولا جرمانوس وهنريكوس مارتيليوس الذي كان قد وصل إلى الملاحظات عن الخرائط الأصلية والخريطة عن طريق كلافيوس. تم العثور على اثنين من المخطوطات الرياضية التي تحتوي على الرسم البياني الثاني من خريطة كلوديوس كلافيوس من سفره إلى جرينلاند حيث انه هو نفسه قد عاين المنطقة خلال أواخر القرن العشرين من قبل الباحث الدنماركي Bjönbo وبيترسن. (أصول في Hofbibliothek في فيينا A Greenlander في النرويج، في زيارة؛ وذكر أيضا في دبلوم النرويجي من 1426، [بيدير Grønlendiger] )
في رسالة مؤرخة 1448 من روما، والبابا نيقولا الخامس وصف أساقفة Skálholt وHólar (يرى اثنين من الأساقفة الآيسلنديين) لضمان تزويد سكان جرينلاند بالكهنة والأساقفة، وهذه الأخيرة التي لم يكن لديهم في السنوات ال 30 منذ المجيء الظاهر للوثنيين غير المتمدنين عندما دمرت معظم الكنائس والشعب تؤخذ بعيدا كأسرى.
ومن المحتمل أن المستوطنات الشرقية كانت هي البائدة بحلول منتصف القرن الخامس عشر على الرغم من عدم تحديد أي تاريخ بالضبط.

## وصلات خارجية
- التاريخ الثقافي لجرينلاند – معلومات حول الثقافات المتعددة من الGreenland Research Centre وال المتحف الوطني الدنماركي
- What Happened to the Greenland Norse? – With video sequences, from the US المتحف الوطني للتاريخ الطبيعي (واشنطن)
- The Fate of Greenland's Vikings – Another account, from the الجمعية الآثارية في أمريكا  [لغات أخرى]‏
- Broken Arrow – The B-52 Accident – Account of the 1968 cleanup process
- Star Wars and Thule – Bringing the Cold War Back to Greenland نسخة محفوظة 29 فبراير 2008 على موقع واي باك مشين. – 2001 منظمة السلام الأخضر report.
- Timeline of the history of Norse Greenland
- History of Medieval Greenland and associated places, like Iceland and Vinland. نسخة محفوظة 16 أكتوبر 2009 على موقع واي باك مشين.
- (بالدنماركية) Grönlands historiske Mindesmærker
- Introduction of Greenland - Lessons from the far north

قالب:Danish overseas empire